# Plonévez-du-Faou
Plonévez-du-Faou (tiếng Breton: Plonevez-ar-Faou) là một xã của tỉnh Finistère, thuộc vùng Bretagne, miền tây bắc Pháp.

## Dân số
Người dân ở Plonévez-du-Faou được gọi là Plonévéziens.